# Entodon obtusatus
Entodon obtusatus là một loài Rêu trong họ Entodontaceae. Loài này được Broth. mô tả khoa học đầu tiên năm 1923.